# Patrick El-Hag
Patrick Alexius El-Hag, född 29 januari 1967 i Bratislava i Tjeckoslovakien, är en svensk artist, poet och producent.

## Biografi
Patrick El-Hag debuterade 1991 med föreställningen Historien om brödraskapet på Södra Teatern i Stockholm. Verket skrevs och framfördes med Thomas Kaos Olsson.
Åren 1992–1995 uppträdde El-Hag på Restaurang Studion i Stockholm med krogshower tillsammans med Joakim Häggström, Leo Norgren, Andreas Lundhäll  och Andrés Sierra. År 1997 kom El-Hags debutalbum The Bottom Line som han producerade med Håkan Folkesson.  Samma år tilldelades El-Hag STIM-stipendiet.
År 1999 kom singeln Sorry, en duett med Py Bäckman, producerad med Håkan Folkesson. Samma år publicerades El-Hags svenska tolkningar av Patti Smith i Bonniers litterära magasin, på uppdrag av tidningens dåvarande chefredaktör Jan Henrik Swahn.
2002 startade El-Hag och Thomas Kaos Olsson estradpoesitävlingen Poetry GangBang, som var en form av Poetry Slam. Tävlingen ägde rum på Restaurang Rabarber i Stockholm, tio veckor varje höst till och med 2012.    
Berndt Egerbladh, bad El-Hag att skriva texter till kompositioner från instrumentalalbumen Night Pieces (1992) och Mousse au Chocolate (2001) och resultatet hamnade på Ann-Kristin Hedmarks soloalbum Kom tillbaka innan du går.
2007 släpptes albumet Så där. Det producerades av Patrick El-Hag med Niklas Rundquist och assisterades av Mats Burman. Vid sidan av eget material innehöll skivan kompositioner av Berndt Egerbladh, men även melodier av Cesária Évora, Sting, Marianne Faithfull, Angelo Badalamenti, Marc Almond, Jerome Kern och Otto Harbach. Samtliga originaltexter liksom svenska tolkningar var skrivna av El-Hag. Bland de 20-talet medverkande fanns bland andra trumpetaren Jan Allan, dragspelaren Bengan Janson, Ison Glasgow från hiphopduon Ison & Fille, Ingrid Contardo samt Camilla Henemark, som i sammanhanget debuterade på romani. Exekutiv producent var Ola Brandborn. Flera av sångerna spelades på bland annat Sveriges Radio. Bland tidningar som hyllade albumet fanns Dagens Nyheter', Helsingborgs Dagblad, Västerviks-Tidningen, Dalarnas Tidningar, Dalademokraten, Värmlands Folkblad, Norran, Göteborgs-Posten, NWT, Nöjesguiden, Groove och Lira Musikmagasin.           
2008 års utgåva var en singel med radioversionen tillika remixen av D som var med Jan Allan och Ison Glasgow, från albumet Så där (2007). Sången hördes bland annat på SR Metropol.
2009 gav El-Hag ut sin första cover, Cornelis Wreeswijks Deirdres samba, som i El-Hags version blev Dansa samba med mig med undertiteln (Copacabana Express), en parafras på Kraftwerks Trans Europa Express, med ett beat inspirerat av Michael Jacksons They Don't Care About Us. Musikvideon som regisserades av El-Hag och Cecilia Anefelt med Philip Puljak som chefsfotograf 2010 spelades flitigt på ZTV. Den kombinerade audio/video utgåvan gavs ut i samarbete med Cityradion. I myllret av  medverkande märks fotbollsspelaren José Monteiro de Macedo.
2012 kom den mer dansorienterade singeln Spoiled ut under pseudonymen JASA (Jamaican Aeronutics and Spice Administration). Namnvalet var en drift med NASA, USA:s federala myndighet för luft- och rymdfart, och syftade på ett fiktivt jamaicanskt dito, vars främsta ambition var att landsätta Jamaicas första astronaut på månen. En musikvideo spelades in i samarbete med filmaren Lars Bermann, konstnären Örjan Wallert och Lill-Marit Bugge.
2013 kom singeln Jag känner hur ditt hjärta slår i samarbete med elektrokollektivet Natten, och El-Hags sångpartner Ingrid Contardo.
2014 blev singeln Stockholm i juli Patrick El-Hags största framgång hittills, med rotation både på Sveriges Radio och den MTG-ägda Skärgårdsradion, där den var en av sommarens mest spelade. 2015 kom den i tysk förpackning med titeln Stockholm im Juli, med gästvokalisten Felicia Skifs. Folkesson och El-Hag producerade.
2017 släppte El-Hag den Håkan Folkesson och Tommy Lydell-producerade duetten Längtar dagarna som gästades av Fredrik Adolfsson från elektrokollektivet Natten.
2018 var det åter dags för El-Hag att ta sig an en cover. Denna gång föll valet på Mikael Wiehes Vi låtsas som ingenting, från Wiehe-albumet Hemingwayland producerad med Håkan Folkesson. Samma år regisserade El-Hag musikvideon till 2014 års Stockholm i juli, som kunde ses för första gången i maj 2019. Den plockades sedermera ner och ersattes av en nyversion som publicerades på YouTube den 24 juni 2020.
2020, med anledning av El-Hags stundande 30-årsjubileum, påbörjades en länge planerad uppdatering och inspelning av sångerna från musikteaterföreställningen Historien om Brödraskapet, hans scendebut på Södra Teatern 1991. Först ut var singeln Hertigen av Brandgul som producerades av Peter Hägerås. En musikvideo spelades in vid Ulriksdals slott och regisserades av Patrick El-Hag och Zebylon Winter. Chefsfotograf var Lars-Åke Petersson. Videon publicerades på YouTube den 5 mars 2021. Huvudrollsinnehavaren var cirkusakrobaten, fotomodellen, skådespelaren och musikartisten Fabian Kazen Nikolajeff, som även medverkade i 2018 års musikvideo till Stockholm i juli.
El-Hags 30-års jubileum uppmärksammades av magasinet QX och tidningen Mitt i. 

## Diskografi

### Album
- 1997: The Bottom Line
- 1998: The Bottom Line - Redux (EP)
- 2007: Så där
- 2021: Brandgulvariationerna (EP)
- 2024: Historien om Brödraskapet

### Singlar
- 1997: What's the Meaning, What's the Point?
- 1998: Margarita's on the Beach
- 1999: Sorry (feat. Py Bäckman)
- 2006: Vågor som viner (feat. Dan Hylander)
- 2007: Vem ska betala?
- 2008: D som var (feat. Ison Glasgow)
- 2009: Dansa samba med mig (Copacabana Express)
- 2012: Spoiled (JASA)
- 2013: Jag känner hur ditt hjärta slår (feat. Ingrid Contardo)
- 2014: Stockholm i juli
- 2015: Stockholm im Juli (feat. Felicia Skifs)
- 2017: Längtar dagarna (feat. Fredrik Adolfsson)
- 2018: Vi låtsas som ingenting
- 2020: Hertigen av Brandgul
- 2022: Esmeralda
- 2023: I ett glas/Hertigens ledmotiv (feat. Peter Hägerås)
- 2023: Hästvisa (feat. Ingrid Contardo)
- 2024: Allt för kärleks skull/Gwendolyn (feat. Emila Harju Granér)